# Бородулин, Владислав Геннадьевич
Владисла́в Генна́дьевич Бороду́лин (род. 27 января 1968, Верхний Уфалей, Челябинская область) — российский журналист, бывший главный редактор газеты «Коммерсантъ» и шеф-редактор объединённой редакции издательского дома «Коммерсантъ», бывший главный редактор интернет-издания «Газета.Ру». С 2010 года занимает пост директора по стратегическому развитию управляющей компании аэропорта «Пулково».

## Биография
Владислав Бородулин родился в городе Верхний Уфалей Челябинской области 27 января 1968 года. Вырос в Казахстане в городе Актау.
В 1992 году Бородулин окончил Московский авиационный институт, но по специальности не работал и занялся журналистикой. В том же году Бородулин пришёл в отдел экономической политики газеты «Коммерсантъ Daily». Начинал с должности корреспондента-стажёра, впоследствии работал заместителем главного редактора журнала «Коммерсантъ-Деньги».
В 1997 году Бородулин возглавил отдел экономической политики газеты «Коммерсантъ Daily».
В 1998 году Бородулин занял пост главного редактора еженедельника «Коммерсантъ-Власть». Из издательского дома Бородулин, по данным ряда СМИ, ушёл летом 1999 года, через несколько месяцев после конфликта с шеф-редактором издательского дома Рафом Шакировым. Причиной разногласий стала опубликованная 24 марта 1999 года статья Бородулина «15 млрд долларов потеряла Россия благодаря Примакову», в которой речь шла о последствиях резонансного «разворота над Атлантикой» и отмены визита премьер-министра РФ Евгения Примакова в США. В тот же день Шакиров принёс премьеру извинения за публикацию, подчеркнув, что «это не позиция редакции», материал опубликован без ведома главного редактора и «нанёс огромный ущерб газете „Коммерсантъ“».
В сентябре 1999 года Бородулин стал главным редактором интернет-сайта «Газета. Ру», принадлежащего бывшему вице-президенту «ЮКОСа» Леониду Невзлину.
В июне 2005 года Бородулин был назначен шеф-редактором объединённой редакции ИД «Коммерсантъ», а в сентябре стал главным редактором газеты «Коммерсантъ».
В августе 2006 года, после приобретения ИД «Коммерсантъ» предпринимателем Алишером Усмановым, Бородулин сохранил за собой оба своих поста, однако через месяц Бородулин сообщил об уходе из «Коммерсанта». В интервью РИА Новости Бородулин отметил, что его решение об уходе было согласовано с новым владельцем издания и не было указанием сверху.
После этого бывший журналист отправился изучать авиационный бизнес, по его словам, в «лучшем аэрокосмическом университете Земли англ. Embry–Riddle Aeronautical University». В июне 2010 года Бородулин был назначен директором по стратегическому развитию ООО «Воздушные ворота северной столицы», управляющей компании аэропорта «Пулково» в Санкт-Петербурге.